# ビスタビジョン

35ミリ・横駆動ビスタビジョンカメラのフィルム。破線部が実際に使われる領域。

ビスタビジョン（VistaVision）は、画面アスペクト比が1.66:1程度の横長の画面サイズのこと。1950年代にアメリカのパラマウント・ピクチャーズ社が20世紀フォックス社のシネマスコープに対抗して開発した。
日本では、1958年に大映が導入。第一作目は京マチ子、鶴田浩二が主演した『地獄花』であった。

## 原理
1954年の『ホワイト・クリスマス』で初めて使用された。35ミリフィルムのスタンダード・サイズにおける1コマは4パーフォレーション分、20.3mm×15.2mm、横縦比は1.37:1である。これを横に駆動させ、8パーフォレーション分、スタンダード・サイズの2コマで1コマを構成するようにした「ビスタビジョン・カメラ」においては、36mm×18.3mm、横縦比は1.66:1となる。即ちスチルカメラのフィルム・サイズ（ライカ判）とほぼ同等である。また、このことによって、スタンダード・サイズの2倍以上のフィルム面積を使って撮影することが可能となり、その分、画質も大幅に向上することになる。
映画館の映写機は縦駆動であるため、上映用プリントは縦駆動のポジフィルムに縮小焼きつけすることになる。その際、スタンダード・サイズに比べて縦の比率が小さくなるため、画面の上下にマスクをして横長の画面を得る。この際、パラマウントは1.85:1のアスペクト比を採用した。
画質は良いものの、撮影用のフィルムが単純に2倍かかる、そのため撮影可能時間も減少する、カメラが大型化する、それまでの縦駆動のスタンダードのフィルムと画角が異なるなどの問題があった。1960年に入るとフィルムの質が向上し、通常のスタンダード撮影に上下にマスクをかけた方式が一般的になり、1961年の『片目のジャック』以降は使われなくなった。
しかし、1977年の『スター・ウォーズ』で特撮に使用されたことから再評価されるようになる。光学合成はいくつものプリントを経るため画質が劣化してしまう。そのためには大面積のフィルムで撮影する必要があったが、それまで合成に使われていた65mmフィルムはカメラもフィルムも高額だった。そのためパラマウントから中古で購入したビスタビジョン・カメラが使用された。結果、ビスタビジョンの優秀性が示され、様々な特撮シーンで使用に至った。
1957年には横幅を2/3に縮めるアナモルフィックレンズを取り付けて70mm映画やスコープサイズに対応した「テクニラマ」方式をテクニカラー社が発表した。使用カメラは1930年代にモノクロームフィルム3本でカラー映画を撮影したテクニカラー・カメラを改造したものである。画質は良好だったが1961年の『エル・シド』以後使用が途絶え、『スター・ウォーズ』で現場復帰する。モーション・コントロール撮影にも対応し、特撮部門で開発されたビスタビジョン用の光学合成機器が使用でき、スコープサイズの画面に合わせトリミングする必要が無いのも利点であった。

## 使用状況
以上が本来のビスタビジョンの原理であるが、上述のように特殊なカメラを必要とするものであるため、出現してから数年のうちに、本来のビスタビジョンで撮影されることはほとんどなくなった。が、フィルムの性能が向上したことや、映画館においても、テレビとの対抗上、「横に広い」画面が求められたこともあって、画面サイズとしてのビスタサイズは、その後も継続して使用されるものとなった。この際、縦駆動の通常のカメラでスタンダード・サイズで撮影し、上映フィルムのプリントの際に上下にマスクをかける。これによって横長の映像を得る。
この撮影方法はパン・アンド・スキャンの処理に手間がかからない。マスクがかかる前のフィルムを利用すればそのままテレビ・サイズへ流用できるからである。しかし、上下は隠れることを前提に撮影されているため、映画に不要な撮影時の素材が写りこんでしまうことがある（マイクやマットなど）。
ただし、上下のマスクのかけ方の相違から、ヨーロピアン・ビスタ（1.66:1）とアメリカン・ビスタ（1.85:1）との2種類が出現した。日本映画においては大映が初めて採用したアメリカン・ビスタサイズが用いられることが多い。
なお、NTSC方式テレビ放送を改良したワイドクリアビジョン放送、地上デジタルテレビ放送とBSデジタル放送で採用されている高精細度テレビジョン放送の日本規格ハイビジョンのアスペクト比は1.78:1（16:9）で、ビスタサイズとほぼ同じ。
ちなみに、現在の日本の映画館・シネマコンプレックスにおいては、アメリカン・ビスタかスコープサイズにしか対応していないスクリーンが大多数である。よって、ヨーロピアン・ビスタやスタンダードサイズの映画は、アメリカン・ビスタに押し込めて上映せざるを得ないため、多くは「上下が切れた」状態での上映になるか、左右をマスク状態にして上映されている。
DVDやブルーレイなどの場合、画面サイズは1.78:1、1.33:1で固定されているため、アメリカン・ビスタでは上下に若干の帯が、ヨーロピアン・ビスタでは上下、左右に帯が出る形となる。